# Paralastor aurocinctus
Paralastor aurocinctus är en stekelart som först beskrevs av Guérin 1830.  Paralastor aurocinctus ingår i släktet Paralastor och familjen Eumenidae. Inga underarter finns listade i Catalogue of Life.